# Japanse filosofie
Japanse filosofie is de filosofie van het land Japan. Historisch gezien omvat deze filosofie een fusie van Japanse (shinto, zen, boeddhisme) en vreemde elementen sinds begin 20e eeuw, zoals die uit de westerse filosofische traditie. De vroege Japanse filosofie werd sterk beïnvloed door de Chinese en Indiase filosofie, maar ook door mitogaku en zen met een sterke nadruk op praktische wijsheid.
Vóór het Meiji-regime (vanaf 1868) kende Japan twee belangrijke scholen: een op moraal gerichte confucianistische strekking die beïnvloed was door de Chinese filosofie, en een meer metafysische op het boeddhisme gebaseerde school. Vanaf de 18e eeuw waren er wel denkers die kritiek hadden op deze twee scholen, maar hun invloed beperkte zich tot een kleine kring.
Pas vanaf de restauratie van de Meiji kon de westerse filosofie tot Japan doordringen, eerst vooral via Britse en Amerikaanse filosofen, waarna de Duitse filosofie een steeds grotere invloed kreeg. De toonaangevende Japanse filosofen werden in het bijzonder beïnvloed door het Duitse idealisme, fenomenologie en existentialisme. Tegen het einde van de 20e eeuw was filosofie in westerse zin een verplicht vak op vele hogescholen en universiteiten, dit ten nadele van Indische en Chinese filosofie die nu in aparte cursussen aangeboden werden.
Om de westerse filosofie te onderscheiden van het boeddhistisch en Chinees denken, werd de oosterse variant "tetsugaku" genoemd, wat zoveel wil zeggen als "studie van wijsheid".
Belangrijke vertegenwoordigers van de moderne Japanse filosofie zijn onder meer Kitaro Nishida, Hajime Tanabe en Tetsuro Watsuji.